# Марин Темперица
Марин Темперица је дубровачки трговац, језуит и лингвиста српског порекла. Са 40 година постао је језуит и претходно је био трговац.
Своје образовање завршио је у Дубровнику 1551. године или на врхунцу Тридентског сабора. Од 1551. до 1575. био је језуитски мисионар у Румелијском пашалуку и као један од дубровачких трговаца у бугарским земљама.
Понаша се као стручњак за курију. У том смислу, за њега се може рећи да је идеолог касније католичке пропаганде у српским земљама, јер је провоцирао стандардизацију илирског језика за потребе конгрегације.
Успостављањем Босанског пашалука, 1582. године написао је посебан извештај кардиналу Клаудију Аквавиви инсистирајући на речима и граматикама штокавског наречја новог језика. Он такође жели оснивање католичког сјеменишта у Дубровнику, које би се могло борити и противити активностима Пећке патријаршије. Темперика је забиљежио Господњу молитву на  ћирилици .
Идеје Темперице наставио је и реализовао хрватски Бартол Кашић, који је у сврху пропаганде језик Темперице препознао као најприкладнији, упркос родној чакавици. Умро је пре Дугог рата и Брестовске уније.